# Achyrolimonia trigonia
Achyrolimonia trigonia är en tvåvingeart. Achyrolimonia trigonia ingår i släktet Achyrolimonia och familjen småharkrankar.

## Underarter
Arten delas in i följande underarter:
- A. t. samarensis
- A. t. trigonia